# Vanløse Floorball
Vanløse Floorball er en floorballklub fra Vanløse, hvis førstehold på herresiden spiller i Unihoc Floorball Ligaen. Holdet blev stiftet i 1995 og spiller i Vanløsehallerne. Holdet er i mange år blevet betragtet som en fast del af den danske elite. Såvel elite herre og dame har deltaget i DM-slutspillet flere gange (kvartfinalen). På ungdomssiden er det blevet til 1 DM-guld, og på Old Boys siden DM-sølv og DM-bronze.
I 2010 blev klubben forstærkert med mange spiller fra flere forskellige klubber. Klubben har blandt andet rekorden for det hurtigst scorede mål og yngste spiller på banen nogensinde.
| Sport | Spire Denne artikel om sport er en spire som bør udbygges. Du er velkommen til at hjælpe Wikipedia ved at udvide den. |